# ساحة كيم إيل سونغ
ساحة كيم إيل سونغ هي ميدان كبير في منطقة وسط بيونغ يانغ، كوريا الشمالية، وسميت على اسم الزعيم المؤسس للبلاد، كيم إيل سونغ. تم تشييد الساحة في عام 1954 وفقًا لخطة رئيسية لإعادة إعمار العاصمة بعد تدمير الحرب الكورية. تم افتتاحه في أغسطس 1954. يقع الميدان على سفح تل نامسان، الضفة الغربية لنهر تايدونغ، مباشرة مقابل برج جوتشي على الجانب الآخر من النهر. هي في المرتبة الـ37 في أكبر ساحات العالم، وتبلغ مساحتها حوالي 75000 متر مربع ويمكن أن تستوعب أكثر من 100000 شخص.  للميدان أهمية ثقافية كبيرة، حيث إنه مكان مشترك للتجمعات والرقصات والاستعراضات العسكرية وغالبًا ما يتم عرضها في وسائل الإعلام المتعلقة بكوريا الشمالية.

## نظرة عامة
تقع ساحة كيم إيل سونغ في وسط بيونغ يانغ على الضفة الغربية لنهر تايدونغ. هي مشابهه في الشكل والتصميم لساحة تيانانمين في بكين وتستخدم لنفس الأغراض. منذ الانتهاء من الميدان، أقيمت العديد من المسيرات لإحياء ذكرى العديد من الأحداث المختلفة وأيضًا لإظهار القدرات العسكرية لكوريا الشمالية للعالم. ساحة كيم إيل سونغ أكثر دقة من الناحية المعمارية مع محيطها الدرامي على ضفاف النهر. إذا كان المرء يقف في الميدان، فإن برج جوتشي على الضفة المقابلة يبدو وكأنه يقع في الطرف الآخر من الساحة، على الرغم من أنه يقع في الواقع عبر النهر، على غرار نصب حزب العمال ونصب مايوداي الكبير. يتحقق التأثير البصري لأن المربع أقل في المنتصف بأمتار قليلة عنه بالقرب من جانب الماء. يحيط بالساحة عدد من المباني الحكومية، مع دار دراسة الشعب العظيم التي تقع على «رأس» الساحة.
تُعرض صور كيم إيل سونغ وكيم جونغ إل في المباني المحيطة بالساحة حيث عُلقت صور كارل ماركس وفلاديمير لينين ذات مرة. أثناء حكم كيم جونغ إيل، عقلت صور كيم إيل سونغ فقط على المباني. عندما توفي كيم جونغ إل، أُضيفت صورته إلى المباني إحياءً للذكرى. في الطرف الجنوبي يوجد عمودان للعلم تم تركيبهما في عام 2013 لاستخدامهما في الأحداث الوطنية.
تم تجديد المدرج الاحتفالي القديم على الجانب الجنوبي من الساحة في عام 2020.

## إزالة الدعاية المعادية لأمريكا
بعد قمة سنغافورة ترامب وكيم في عام 2018، أزالت كوريا الشمالية الدعاية المعادية لأمريكا في ساحة كيم إيل سونغ. كذلك، ألغت كوريا الشمالية التجمع السنوي «المناهض للولايات المتحدة» في عام 2018. في عام 2017، كان من المفترض أن يشارك في الاحتجاجات التي نُظمت في ساحة كيم إيل سونغ 100 ألف شخص. علاوة على ذلك، أصدرت كوريا الشمالية طوابع بريدية خاصة مناهضة للولايات المتحدة في عام 2017.

## روابط خارجية
- الشمالية (فيديو) - التدرب على الألعا